# 三原聖治
三原 聖治（みはら せいじ、1929年10月11日-  ）は、日本の経営者。アシックス社長を務めた。大阪府出身。

## 来歴・人物
1959年に関西学院大学経済学部を卒業し、1960年3月にオニツカに入社した。1977年7月にアシックス取締役に就任し、1978年4月に常務、1983年4月に専務、1989年9月に副社長を経て、1992年6月に社長に就任。1996年4月に業績不振の責任を取る形で社長を辞任し、取締役相談役に退いた。